# Rejeopdræt
Rejeopdræt er et erhverv, hvor man anvender akvakultur i enten salt- eller ferskvandsmiljøer til at producere forskellige typer rejer af grupperne Caridea eller Dendrobranchiata som fødevarer.
Rejeopdræt er forbundet med visse miljømæssige risici, og har eksempelvis medført destruktion af vigtige mangroveskove i Sydøstasien.